# Diktafon

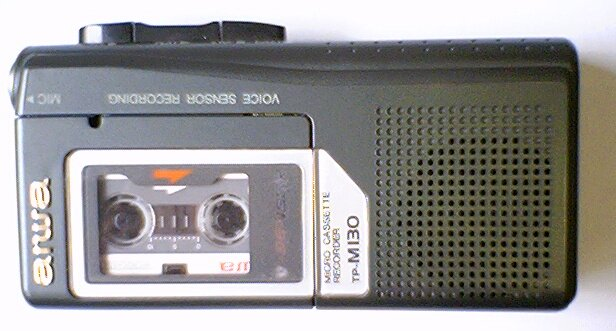
Diktafon

Diktafon je přístroj pro záznam zvuku, především mluvené řeči.
První diktafony fungovaly na principu fonografu.
Pozdější modely využívaly magnetické médium (drát nebo pásku), šlo o magnetofon vybavený pouze těmito základními funkcemi: mikrofonem, záznamovou a čtecí jednotkou a malým reproduktorem; většinou měly také vstup pro přídavný mikrofon. Starší typy měly možnost napájení z elektrické sítě nebo z baterií, novější pouze z baterií.
Záznamovým médiem byl magnetofonový pásek, od 70. let 20. století uložený v kazetě o rozměrech 100 × 64 × 8 mm. Postupná miniaturizace vedla k zavedení speciálních mikrokazet pro diktafony o rozměrech asi 50 × 33 × 7 mm. Pro zvýšení záznamové kapacity mohly některé diktafony pracovat s poloviční rychlostí posuvu; pro usnadnění orientace v záznamu měly určité modely mechanické počitadlo otáček.
Diktafony s analogovým záznamem na magnetofonový pásek byly postupně na přelomu 21. století vytlačeny diktafony digitálními bez mechanicky pohyblivých dílů. V nich je zvuk přeměňován na binární data a komprimován, např. do formátu MP3 či AMR. V tomto formátu je uložen do paměti a může být nejen přehráván, ale i přenesen, např. pomocí rozhraní USB. K výhodám digitálních diktafonů patří nižší spotřeba elektrického proudu a vyšší záznamová kapacita.